# Montjardin
Montjardin es una localidad  y comuna francesa, situada en el departamento del Aude en la región de Languedoc-Roussillon.
A sus habitantes se les conoce por el gentilicio Montjardinois.

## Demografía
| 60 | 77 | 63 | 94 | 115 | 110 |
| Para los censos de 1962 a 1999 la población legal corresponde a la población sin duplicidades (Fuente: INSEE [Consultar]) |    |    |    |     |     |

(Población sans doubles comptes según la metodología del INSEE).